# Uranoscopus sulphureus
Uranoscopus sulphureus is een straalvinnige vissensoort uit de familie van sterrenkijkers (Uranoscopidae). De wetenschappelijke naam is voor het eerst gepubliceerd in 1832 door Valenciennes.